# ちんちんケモケモ
『ちんちんケモケモ』は、藤咲ユウによる日本の漫画。公式略称は『ちんケモ』。憑いて憑かれて大騒ぎのセクスィー・ラブコメディー。連載が決まり、作者の藤咲が担当編集に数回に分けてタイトル案を送り、その中に毎回『ちんちんケモケモ』が含まれていたために担当編集が「そんなにこだわりがあるならこれで行きましょう」とタイトルが決まったとのこと。
なお作者自らはタイトルの由来を、自身のTwitterで呟いている。

## あらすじ
『凪送り』という儀式の習わしが伝わる神社の娘、譲葉には 巫女(神凪)の 依り代としての役割があり、凪送りの舞により山の動物を その身に降ろしてしまう。
付き添い役のむいが、なす術もなく呆然とするうちに、一度は憑いた動物が取れるも、その後たびたび譲葉に多種の動物が憑くようになり、その度に起こる騒動にむいは巻き込まれることになる。

## 主な登場人物
春日部 むい（かすかべ むい）
本作の主人公。譲葉の神社の近所の寺の息子。巫女役の譲葉の付き添い役。動物に好かれる体質だが本人は動物のことを畜生と呼んだり人間の女子にしか興味がないと公言する。そのためか、動物が譲葉の身体に憑依して 人間になって むいに構ってもらおうとやってくる騒動に巻き込まれることになる。
三篝 譲葉（みかがり ゆずりは）
本作のヒロイン。古くから続く神社の娘で、主人公のことを『むい君』と呼び慕う。四季の節目に巫女役を担うが、その儀式のあとに、動物が憑く不思議な体質に覚醒することになる。
七ツ橋 九海（ななつばし ここみ）
譲葉の友人、譲葉の体質を知る数少ない人物の一人であり、小悪魔系女子。譲葉のトラブルからの救出を手助けする。悪気はないがフォローがとんでもない方向に向かい、むいを余計に追い詰めることもある。ことあるごとに脱ぎ捨てられる譲葉の下着を拾っては、むいに献上して反応を楽しむ節がある。
三篝 深凪（みかがり みなぎ）
譲葉の母親。主人公のことを『むいさん』と呼ぶ。身体が弱く、吐血しがちだが本人曰く「歯茎から出血」とのこと。過去に巫女だったようだが巫女の仕事は全て譲葉に引き継がせているようである。
狐の神使（きつねのしんし）
譲葉がケモノに憑かれやすい体質になった元凶。譲葉に化けていたところを その正体を見破った九海を恫喝し脅すなどするが、実際には人間に直接の危害を加えることはできない。
譲葉が小学校に上がる前に交通事故に遭う原因となり、その責任を取り自身の身体を消費して気を作り出し譲葉が救急搬送されるまでの時間を持たせた。そのために自身の身体は消滅し譲葉の血肉となっていることで譲葉の意識が低いときに表に出てくるが、普段はお社に篭っている模様。
むいと九海にあらましを説明した後、事故原因であり憑き体質の原因でもある自身の存在を譲葉には内密にするように頼んでいる。
燈花（とうか）
狐の神使が傍におく猫。むいには『とらじろう』と名づけられているが雌(譲葉曰く『女の子』)である。ケモノに憑依された譲葉のピンチに度々現れては危機を救うが、猫の習性かすぐに下着を脱いでしまい むいが後の始末に手を焼くことになる。

## 書誌情報
- 藤咲ユウ 『ちんちんケモケモ』KADOKAWA《ビームコミックス》、全3巻
  1. 2018年3月28日発売 ISBN 978-4-04-735073-1
  2. 2018年9月28日発売 ISBN 978-4-04-735328-2
  3. 2019年3月28日発売 ISBN 978-4-04-735569-9